# Gybbosidiplosis laesus
Gybbosidiplosis laesus är en tvåvingeart som beskrevs av Fedotova 2003. Gybbosidiplosis laesus ingår i släktet Gybbosidiplosis och familjen gallmyggor. Inga underarter finns listade i Catalogue of Life.